# Anna (impératrice)
Pour les articles homonymes, voir Anna.
Anna (720-740) était une impératrice byzantine, épouse d'Artabasde, l'un des deux empereurs byzantins rivaux durant la guerre civile qui s'étendit de juin 741 à novembre 743. L'autre empereur était son frère Constantin V.

## Famille
Anna est une fille de Léon III l'Isaurien et de sa femme Marie. Elle a un frère, Constantin V, et deux sœurs nommées Irène et Kosmo. Leurs noms et leurs lieux d'inhumation sont mentionnés dans le recueil De Ceremoniis écrit par Constantin VII. On ne connaît néanmoins rien d'autre sur eux.

## Mariage
Au début des années 710, le trône de l'Empire Byzantin est instable. Justinien II a été renversé et exécuté en 711. Sa déposition a été suivie par le règne bref de Philippicos (711-713), d'Anastase II (713-715) et de Théodose III (715-717). Tous les trois sont arrivés au pouvoir à la suite de coups d'État menés par des factions de l'armée byzantine.
Dans ce contexte, deux commandants militaires se rapprochent pour former une alliance. D'après les chroniques de Théophane le Confesseur, Léon, stratège du thème byzantin (région) des Anatoliques et Artabasde, stratège du thème des Arméniaques forgent une alliance en 715. Leur but est de renverser Théodose et de favoriser l'accession au trône de Léon. L'alliance est scellée par les fiançailles d'Anna avec Artabasde.
Les deux alliés déclenchent une révolte deux ans plus tard et atteignent leurs buts respectifs. Le 25 mars 717, Léon est proclamé empereur dans la basilique Sainte-Sophie. En tant que fille du nouvel empereur, Anna devient un des membres importants de la famille impériale. Le mari d'Anna, Artabasde, ne tarde pas à profiter de l'ascension sociale de son beau-père. Il est bientôt nommé Curopalate ("maître du palais") et Comte du thème d'Opsikion, tout en gardant son commandement d'origine.

## Impératrice
La politique religieuse de l'empereur Léon III l'Isaurien divise le christianisme chalcédonien de l'époque en deux factions : les iconoclastes et les iconodules. Léon III favorise les premiers et lance une persécution contre les seconds, mais il décède le 18 juin 741.
Constantin V, son unique fils connu, lui succède sur le trône. Constantin est connu pour être un iconoclaste. Il bénéfice d'ailleurs du soutien de cette faction de la population au sein de l'Empire. Au contraire, Artabasde, le mari d'Anna,, apporte son soutien aux iconodules afin de déclencher une révolte.
En juin 741/742, Constantin traverse l'Asie Mineure avec son armée afin de mener une campagne militaire contre le califat omeyyade dirigé par le calife Hisham ibn Abd al-Malik sur la frontière orientale. Artabasde attaque son beau-frère avec ses forces au cours de la traversée. Vaincu, Constantin doit aller chercher refuge à Amorium, tandis que le vainqueur avance sur Constantinople et est accepté comme empereur.
Artabasde est couronné empereur par le patriarche Anastase de Constantinople Anastase. Anna prend le titre d'Augusta, tandis que leur fils Nicéphore est nommé co-empereur. Artabasde se déclare lui-même « Protecteur des Saintes Icônes » tout en cherchant à sécuriser son propre trône. Son principal soutien est constituée des thèmes (régions) des Arméniaques, de l'Opsikion et de la province de Thrace. Artabasde est par ailleurs reconnu comme empereur par les chefs religieux iconodules et par le pape Zacharie.
La guerre civile entre Artabasde et Constantin dure environ deux ans. Elle se termine par la défaite d'Artabase. Une première grande bataille a lieu près de Sardes en Lydie (Asie Mineure) en mai 743. Une armée dirigée par Nicétas, un autre fils d'Artabasde, est vaincue lors d'une seconde bataille en août. Constantin prend alors la direction de Constantinople et s'empare de la ville trois mois plus tard. Artabasde est renversé le 2 novembre 743.

## Dernières années
Théophane indique que Constantin fait incarcérer Artabasde, Nicéphore et Nicétas, puis les soumet à une humiliation publique dans l'hippodrome de Constantinople. Tous les trois ont les yeux crevés puis sont exilés au monastère de Chora.
Anna et sept autres de ses enfants, dont les noms ne nous sont pas parvenus, sont forcés de mener une vie monastique. Son mari étant aveugle, Anna prend en charge la garde de leurs enfants jusqu'à leurs décès. Tous sont finalement enterrés au monastère de Chora. À une date indéterminée, les reliques du patriarche Germain Ier de Constantinople sont également transférées à Chora. Le monastère devient alors un sanctuaire pour les martyres iconodules.
La date de la mort d'Anna est inconnue. Aucune indication à son sujet n'est faite durant le règne de son frère.

## Enfants
Anna et Artabasde ont neuf enfants :
- Nicétas. Stratège du thème des Arméniaques ;
- Nicéphore. Co-empereur de 741 à 743 ;
- Sept autres enfants de noms inconnus.

Nicétas est l'aîné des enfants d'Anna et d'Artabasde. Dans les écrits Chronographikon syntomon du patriarche Nicéphore Ier de Constantinople, son nom est en effet mentionné avant celui de Nicéphore. Cette particularité a conduit le byzantiniste Paul Speck (de), dans sa biographie d'Artabasde, à suggérer que Nicétas était le fils aîné de la fratrie, mais né d'un précédent mariage d'Artabasde, Nicéphore étant le fils aîné d'Anna.

## Sources
- Lynda Garland (ed., 2006), Femmes byzantines : une variété d'expériences, de 800 à 1200. Ashgate Publishing, Ltd.,  (ISBN 0-7546-5737-X)[8].

- (en) Cet article est partiellement ou en totalité issu de l’article de Wikipédia en anglais intitulé « Anna (wife of Artabasdos) » (voir la liste des auteurs).